# Пизония большая
Пизония большая (лат. Pisonia grandis) — вид древесных растений рода Пизония (Pisonia) семейства Никтагиновые (Nyctaginaceae). В синонимику вида ходит множество названий, в том числе Pisonia viscosa. 
Культивируется как декоративное растение.

## Этимология
Pisonia grandis называют «большой», так как это один из самых высоких и быстрорастущих видов рода Пизонии. На Шри-Ланке ее называют «Watha Banga» на сингальском языке. Также могут называть «Letta Cochchi». 

## Описание
Быстрорастущее дерево высотой до 20 метров с гладкой корой и широкими тонкими листьями эллиптической формы длиной от 7 до 25 см. Соцветия — с многочисленными цветками, маленькими и невзрачными, белого цвета. Плоды узкие, цилиндрические, от 15 до 25 мм в длину.
Семена липкие, часто прилипают к перьям птиц, которые переносят их на большие расстояния. Происходит также и вегетативное размножение, когда отпавшие ветки прорастают и развиваются в новые деревья.

## Распространение

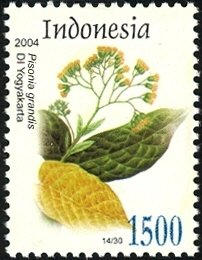
Пизония большая на почтовой марке Индонезии (2004)

Вид Pisonia grandis распространён на коралловых островах и рифах Индийского и Тихого океанов. В естественных условиях часто является преобладающим видом в прибрежных лесах, чаще всего на песчаных берегах. В прошлом эти леса были ещё более распространены, но в результате хозяйственной деятельности человека их площадь постепенно уменьшается. Остров Сен-Пьер (Сейшельские острова) до начала XX века был сплошь покрыт лесом из пизонии большой, но в результате добычи гуано между 1906 и 1972 годами вся растительность на острове была уничтожена.
Один из наиболее хорошо сохранившихся лесов из пизонии большой находится на атолле Пальмира.

## Использование
Древесина Pisonia grandis слишком мягкая и не используется для строительства, идёт в основном на дрова. Листья в некоторых странах традиционно используются в качестве овощного блюда, в частности на Мальдивах. Не очень хорошо используется как лекарственное средство.